# Selin Oruz
Selin Oruz (* 5. Februar 1997 in Krefeld) ist eine ehemalige deutsche Hockeynationalspielerin.

## Leben
Oruz spielte seit ihrem vierten Lebensjahr in der Jugend des Crefelder HTC. 2014 wechselte sie nach vier Jahren beim Duisburger Club Raffelberg zum Düsseldorfer HC. 2015 gewann sie mit den Düsseldorferinnen die Deutsche Meisterschaft im Hallenhockey, 2021, 2022 und 2024 erkämpfte die Mannschaft den Titel im Freien.
Bereits 2013 debütierte Oruz in der Nationalmannschaft, für die sie bislang 160 Länderspiele bestritt, davon sechs in der Halle.
Ihr Bruder Timur ist deutscher Hockeynationalspieler und gehörte wie seine Schwester zum Aufgebot für die Olympischen Spiele 2016 in Rio de Janeiro. Dort gewann sie mit der deutschen Hockeynationalmannschaft die Bronzemedaille. Für diesen Erfolg wurde sie gemeinsam mit ihrer Mannschaft am 1. November 2016 mit dem Silbernen Lorbeerblatt geehrt.
Selin Oruz gehörte zum Aufgebot des Deutschen Hockeybundes bei der Hockey-Europameisterschaft 2017, als die deutsche Mannschaft den vierten Platz belegte. Sowohl bei der Europameisterschaft 2019 in Antwerpen als auch bei der Europameisterschaft 2021 in Amsterdam erreichte sie den zweiten Platz hinter den Niederländerinnen. Bei den Olympischen Spielen in Tokio belegte die deutsche Mannschaft den zweiten Platz in der Vorrunde. Im Viertelfinale schieden die Deutschen mit 0:3 gegen die Argentinierinnen aus.
2022 belegte Oruz mit der deutschen Mannschaft den vierten Platz bei der Weltmeisterschaft. Bei der Hallenhockey-Europameisterschaft in Hamburg siegte die deutsche Mannschaft im Finale mit 5:4 gegen die Niederländerinnen. Im Jahr darauf wurde die Mannschaft Dritte bei der Europameisterschaft 2023 in Mönchengladbach. Bei den Olympischen Spielen 2024 in Paris belegte Oruz mit der deutschen Mannschaft in der Vorrunde den dritten Platz. Im Viertelfinale unterlagen die Deutschen den Argentinierinnen im Shootout. Nach 12 Jahren in der Nationalmannschaft beendete Oruz mit dem 2. Platz bei der 
Europameisterschaft 2025 in Mönchengladbach ihre Karriere.
Nebenher studierte sie Medizin und erhielt im Oktober oder November 2023 ihre Approbation als Ärztin. Im Anschluss begann sie eine Weiterbildung in der HNO-Praxis ihres Vaters.